# Sonković
Sonković je naseljeno mjesto smješteno oko 7 km sjeverozapadno od Skradina.
Iz sela se, u pravcu jugozapada, vidi Prukljansko jezero i krševita, ali i plodna Guduča s ornitološkim rezervatom, nazvana po istoimenoj rječici koja teče tim područjem i ulijeva se u jezero. Na Prukljanskom jezeru se nalazi i otočić Stipanac s Gavanovim dvorima, zadnjom postajom nekadašnjeg rimskog vodovoda, Implecusa koji je vodu crpio iz poznatog izvora Sonković ispod zaseoka Kaštela (Guberine). Otkad je tog izvora, još nije zabilježeno u njegovoj povijesti da je ikad presušio, a voda neprestano teče i danas.[nedostaje izvor] Na brežuljku u blizini spomenutog izvora nalazi se i crkva sv. Marka koja izvorno potječe iz doba romanike. Crkvu su minirali pobunjeni Srbi 1993. godine, a danas je nestručno i neadekvatno obnovljena. Za vrijeme Domovinskog rata 1991. – 1995., sve nesrpsko stanovništvo je protjerano, dok su malobrojni Hrvati koji su ostali bili izloženi svakodnevnoj pljački, maltretiranju i ubojstvima.

## Povijest
Selo vuče svoje povijesne korijene još iz ranog srednjeg vijeka (ostaci utvrde Sonković) te iz doba Turaka koji su osnovali nahiju Sonković (1528.) koja je bila jedna od nahija vilajeta Hrvati. Samo ime selo je dobilo po lokalnoj vlasteli Sonkovićima čija je loza nestala dolaskom Turaka. Sonkovići su najvjerojatnije bili i graditelji utvrde, kaštela Sonković koji se prikazuje na nekoliko povijesnih karata. Ako se vjeruje u postojanje naseobine starih Rimljana na Prukljanskom jezeru, onda se može i naznačiti da je život ovdje postojao prije dolaska Hrvata na ove prostore.
Mjesto je bilo samostalna župa u srednjem vijeku jer se zaključuje da iz tog doba potječe nekadašnja crkvena kuća koja se nalazila u zaseoku Matići. Od dolaska Turaka pa do 1735. godine mjesto naizmjenice pripada župama Skradin i Krković. Od 1735. pa do 1876. u sastavu je novoosnovane župe Vaćane. Godine 1876., spajanjem župa Vaćane i Krković, nastaje jedinstvena župa Piramatovci, u kojoj se nalazi i selo Sonković.

## Stanovništvo
Prema statističkim podacima iz 1862. godine u Sonkoviću je bilo 78 kuća, a Sonković je imao 300 stanovnika. Srba pravoslavne vjere bilo je 158 ili 52,7 %, a Hrvata katoličke vjere 142 ili 47,3 %. 
Od tada broj stanovnika je rastao sve do 1961. kada dostiže brojku od 937, a zatim dolazi do njegovog postepenog pada, te prema popisu stanovništva iz 1991. u Sonkoviću je bilo svega 695 stanovnika sljedeceg nacionalnog sastava: Srbi 360 ili 51,8 %, Hrvati 307 ili 44,2 %, Jugosloveni 2, Česi 1 i ostali 25. Srpska prezimena 1991. su bila: Bakula, Devrnja, Dragović, Ðilas, Kornjača, Marić, Matić (u zaseoku Lemići), Miđić, Pavasović, Seper, Skočić, Svitlica, Vuković (u zaseoku Lemići), a hrvatska:  Babić, Guberina, Jurić, Keran, Lovrić, Matić (u zaseoku Matići), Palinić, Rajčić, Roško, Sladić, Vuković (u zaseoku Skočići-Kerani). Do drastičnog pada stanovnika dolazi 1995. godine, poslije odlaska Srba s okupiranog područja 5.8.1995., tako da u selu nakon toga živi većinsko hrvatsko katoličko stanovništvo u 82 obitelji s 234 stanovnika (prema podacima iz 2004. godine), dok srpskih obitelji pravoslavne vjere ima 35 (58 žitelja.[nedostaje izvor]
| broj stanovnika | 300   |       | 381   | 408   | 477   | 520   | 670   | 664   | 811   | 915   | 937   | 897   | 751   | 695   | 303   | 336   | 297   |
|                 | 1857. | 1869. | 1880. | 1890. | 1900. | 1910. | 1921. | 1931. | 1948. | 1953. | 1961. | 1971. | 1981. | 1991. | 2001. | 2011. | 2021. |

## Znamenitosti
- crkva blaženog Alojzija Stepinca, prva u Hrvatskoj koja je posvećena upravo tom blaženiku
- Crkva sv. Marka sa stećcima i fragmentima u starom groblju
- Spomen-obilježje šest civilnih žrtava pogubljenih tijekom velikosrpske agresije na Republiku Hrvatsku
- Ostaci srednjovjekovne utvrde Sonković

## Šport
U selu djeluje Boćarski klub Sonković koji, tradicionalno, svake godine, na Dan pobjede, domovinske zahvalnosti i hrvatskih branitelja (5. kolovoza) organizira poznati boćarski turnir "Oluja 95".
Na turniru Ražine 2020 Malonogometna ekipa Sonkovića glatko je poražena od Eko Udruge Osoje iz Splita, rezultatom 0:4 (Buzov 4x).